# Prévost (Québec)
Pour les articles homonymes, voir Prévost.
Prévost est une ville canadienne du Québec située dans la MRC de La Rivière-du-Nord, dans la région des Laurentides. Elle est à environ 55 km au nord-ouest de Montréal.

## Géographie
Prévost est édifiée dans les montagnes des Laurentides et est traversée par la rivière du Nord. En 2016, 2 % de son territoire était agricole. 

## Histoire
Le territoire de Prévost est établi sur la seigneurie de l'Augmentation-des-Mille-Îles, concédée dès 1752, et sur le canton d'Abercrombie, érigé en 1842. Il fait initialement partie de la paroisse de Sainte-Anne-des-Plaines puis de celle de Saint-Jérôme, à partir de la création de cette dernière en 1834.  
Prévost est d'abord une petite colonie irlandaise de religion protestante nommée Mount Pleasant puis Shawbridge. En effet, William Shaw s'y établit en 1830 et y construit un pont sur la rivière du Nord au cours de la décennie,,. 
Le 27 avril 1909 est fondée la municipalité de Shawbridge par détachement d'une partie des paroisses de Saint-Jérôme, de Saint-Sauveur et de Saint-Hippolyte.  
La municipalité fut d'abord développée comme centre de villégiature d'été particulièrement prisé par la communauté juive de Montréal. Pendant ce temps, deux autres municipalités se sont formées aux alentours, soit Lesage et la municipalité de village de Shawbridge. L'union des trois municipalités eut lieu en 1973 sous le nom de "Corporation municipale de Shawbridge".
Le nom définitif de Prévost fut établi le 15 octobre 1977, probablement dans le but d'honorer l'ensemble de la famille Prévost qui donna plusieurs députés tant à Québec qu'à Ottawa, dont spécialement Wilfrid Prévost.
Prévost acquiert le statut officiel de ville le 8 mai 1999.
Le service de police de la ville est assuré par la Sûreté du Québec.
En juin 2008, le gouvernement du Québec a fermé le pont Shaw qui relie Shawbridge avec l'ancien Prévost. Le maire de Prévost, alors Claude Charbonneau, a demandé au gouvernement de rouvrir le pont,. Le Ministère des Transports du Québec a procédé le 28 août 2008 à la réouverture de la structure pour le passage sécuritaire des piétons et des cyclistes. Les automobilistes étaient quant à eux forcés d'effectuer un détour par la route 117 jusqu'à la réouverture totale le 27 juin 2011.

### Affaire Guy Turcotte
Dans la matinée du 21 février 2009, la police reçoit un appel du domicile de Guy Turcotte à Piedmont, qu'il occupait après avoir quitté son domicile conjugal à Prévost. Arrivés sur les lieux, les agents découvrent les corps de deux enfants âgés de trois et cinq ans, et plus tard leur père qui tentait de se suicider.
En 2010, Guy Turcotte est accusé du meurtre de ses enfants. Les suivis dans l'affaire seront médiatisés.

## Démographie
| 1991  | 1996  | 2001  | 2006   | 2011   | 2016   | 2021   |
| ----- | ----- | ----- | ------ | ------ | ------ | ------ |
| 6 424 | 7 308 | 8 280 | 10 132 | 12 171 | 13 002 | 13 692 |

## Administration
Le maire de Prévost est Paul Germain du Renouveau Prévostois.
Le Conseil:
Joey Leckman - District 1 - Renouveau Prévostois
Pier-Luc Laurin - District 2 - Renouveau Prévostois
Michel Morin - District 3 - Renouveau Prévostois
Michèle Guay - District 4 - Renouveau Prévostois
Sara Dupras - District 5 - Renouveau Prévostois
Pierre Daigneault - District 6 - Renouveau Prévostois
Les élections municipales se font en bloc et suivant un découpage de six districts.
| Prévost Maires depuis 2005                                                                                           |                    |         |          |
| Élection | Maire              | Qualité | Résultat |
| 2005 | Claude Charbonneau |         | Voir     |
| 2009 | Germain Richer     |         | Voir     |
| 2013 | Germain Richer     | Voir    |          |
| 2017 | Paul Germain       |         | Voir     |
| 2021 | Paul Germain       | Voir    |          |
| Élection partielle en italique Depuis 2005, les élections sont simultanées dans toutes les municipalités québécoises |                    |         |          |

## Société
Églises
- Église Saint-François-Xavier (catholique)
- Église Unie de Shawbridge (protestante de l'Église Unie du Canada)

## Éducation
La Commission scolaire de la Rivière-du-Nord administre les écoles francophones :
- École du Champ-Fleuri
- École Val-des-Monts
- École des Falaises

La Commission scolaire Sir Wilfrid Laurier (CSSWL) administre les écoles anglophones :
- École primaire Morin-Heights à Morin-Heights[13]
- École secondaire Laurentian Regional (en) à Lachute[14]

La CSSWL a eu l'École secondaire Batshaw à Prévost.
Une première école secondaire francophone est également en cours de construction sur le territoire prévostois avec des travaux qui s’amorceront en mai 2025. La rentrée prévue est septembre 2028. Au coût de 226 M$, elle accueillera 1 218 élèves, principalement issus des villes de Prévost et de Saint-Hippolyte. Ce nouvel établissement, construit selon le modèle des écoles modernes de nouvelle génération, comprendra 35 classes, 6 laboratoires de sciences, 7 locaux d’arts, un auditorium de 300 places avec scène, 4 plateaux sportifs, une place publique extérieure et un terrain de football et autres sports.  

## Représentation
Prévost est représenté à l'Assemblée nationale par la députée de Prévost, Sonia Bélanger (Coalition avenir Québec).
Pour la Chambre des communes, Prévost fait partie de la circonscription de Rivière-du-Nord. Son député est Rhéal Fortin (Bloc québécois).